# Lyndon Trott

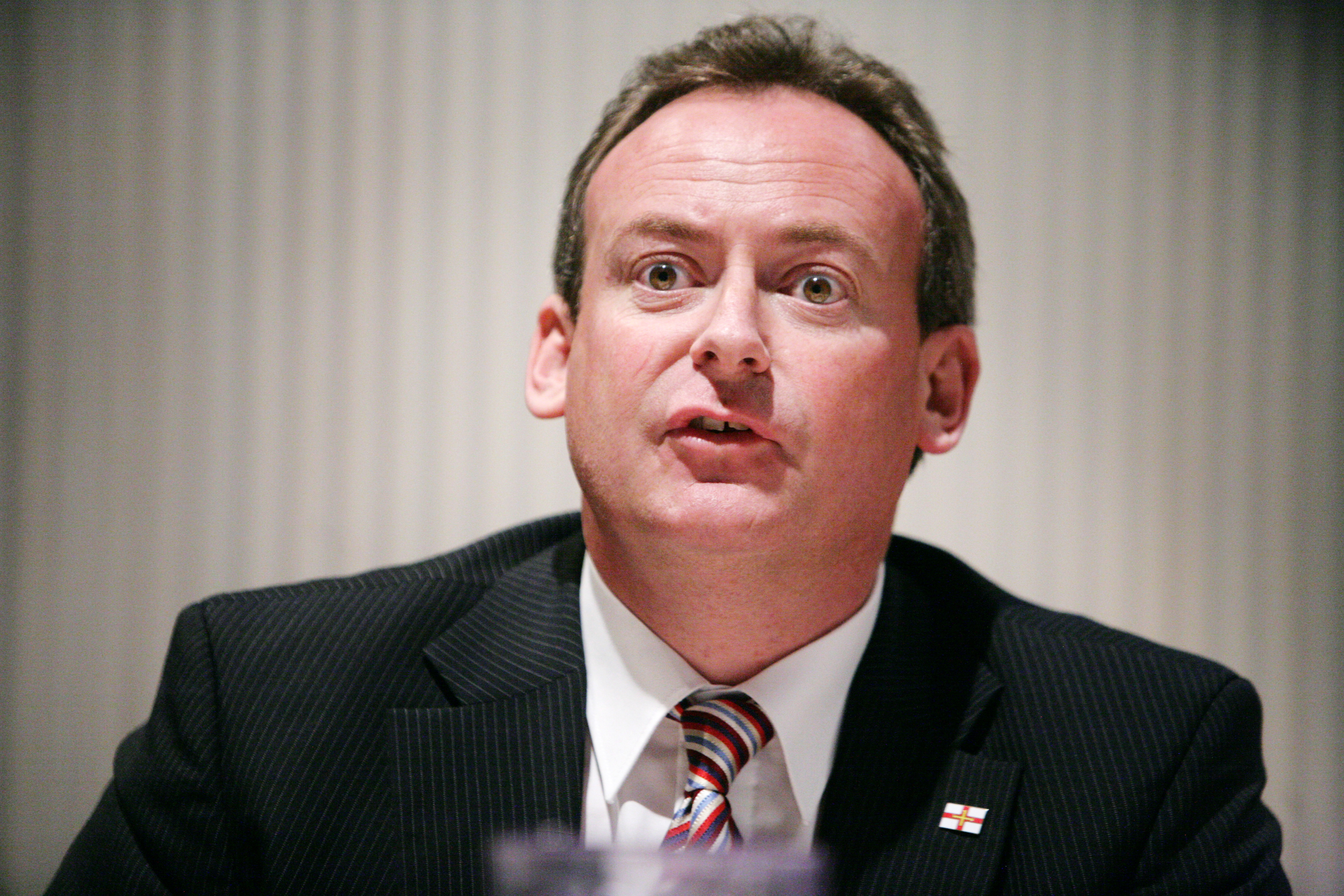
Lyndon Scott (2008)

Lyndon Sean Trott (* 17. Juli 1964 in Saint Sampson, Guernsey) ist ein britischer Politiker und President of the Policy and Resources Committee of Guernsey und somit Regierungschef von Guernsey. Dieses Amt übte er bereits zwischen 2008 und 2012 als Chief Minister von Guernsey aus.

## Leben
Trott absolvierte nach dem Schulbesuch ein Studium am Elizabeth College und war danach als Buchhalter in einer Bank sowie bei einem Bauunternehmen tätig. 2000 wurde er erstmals zum Mitglied der States of Guernsey gewählt, des Parlaments von Guernsey, und vertritt dort seit seinen Wiederwahlen am 21. April 2004, 23. April 2008, 18. April 2012 sowie am 27. April 2016 den Wahlkreis St Sampson’s. Zu Beginn seiner Parlamentszugehörigkeit war er zwischen 2000 und 2004 als Hinterbänkler Mitglied verschiedener Ausschüsse wie zum Beispiel für Verwaltung und Seefischerei.
2004 wurde Trott von Chief Minister Laurie Morgan zum Schatzminister (Treasury Minister) in dessen Kabinett berufen und bekleidete diese Funktion auch unter dessen Nachfolger Mike Torode bis 2008. Am 1. Mai 2008 löste er schließlich Torode als Chief Minister von Guernsey ab und übte dieses Amt bis zu seinem Rücktritt am 1. Mai 2012 aus, woraufhin er durch Peter Harwood abgelöst wurde. Er war zwischen 2012 und 2016 abermals Hinterbänkler und gehörte nunmehr den Ausschüssen der States of Guernsey für Handel und Beschäftigung, für Verfassungsfragen sowie für Parlamentarische Beziehungen im Commonwealth of Nations an. Anfang März 2014 verzichtete er auf eine erneute Kandidatur für das Amt des Chief Minister. Im Dezember 2016 wurde er Vorstandsvorsitzender von Guernsey Finance und gehört daneben den Vorständen verschiedener anderer Unternehmen als Mitglied an.
Nach der Abschaffung des Amtes des Chief Minister und des ministeriellen Regierungssystems kam es zum 1. Mai 2016 zur Einführung des Policy and Resources Committee of Guernsey, deren Vorsitzender Gavin St Pier de facto Chefminister ist. Trott übernahm das Amt des stellvertretenden Vorsitzenden dieses Ausschusses und wurde damit de facto Vize-Chefminister. Er ist ferner Direktor des Finanzdienstleisters Enhance Group Im Februar 2017 sah er sich Vorwürfen wegen der Diskriminierung von Menschen mit Behinderungen ausgesetzt, gegen die er sich in den Medien zur Wehr setzt.
Am 13. Dezember 2023 wurde er erneut zum Regierungschef von Guernsey (President of the Policy and Resources Committee of Guernsey) gewählt.